# Llanura costera del Golfo

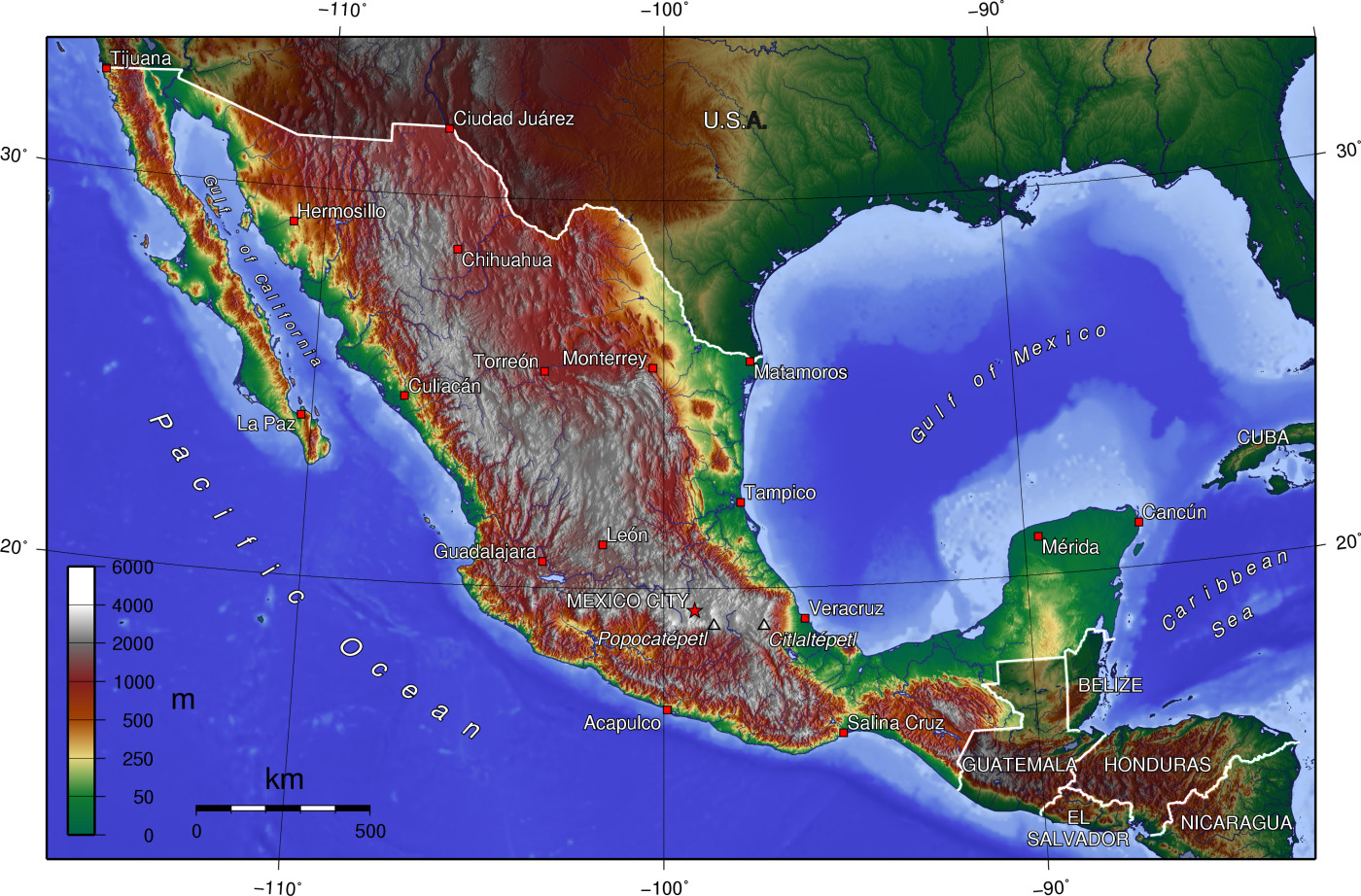
La llanura costrera del Golfo en verde en el mapa topográfico de México

La llanura costera del Golfo es una extensa planicie costera que se extiende alrededor del golfo de México en el sur de los Estados Unidos, a continuación de la llanura atlántica, y el este de México.
Esta llanura costera se extiende desde el mango de Florida, pasando por el suroeste de Georgia, las dos terceras partes del sur de Alabama, la mayor parte de Misisipi desde donde se adentra a través de la llanura aluvial del Misisipi hacia el oeste de Tennessee y Kentucky, hasta el sur de Illinois, Missouri Bootheel, el este y el sur de Arkansas, todo Luisiana, la esquina sureste de Oklahoma y el extremo oriental de Texas en los Estados Unidos. Continúa a lo largo del Golfo en el noreste y este de México, a través de Tamaulipas y Veracruz hasta Tabasco y la península de Yucatán en la bahía de Campeche.
En México solo es interrumpida por las sierras de Pamoranes, San Carlos y de los Tuxtlas, en cuyas inmediaciones se prolonga en una región conocida como la Llanura Tabasqueña, la cual tiene un origen aluvial por estar formada con el material acarreado por los ríos Grijalva y Usumacinta. Esta llanura fue formada por la acumulación de material sedimentario acarreado por los ríos de la región hacia el mar, y por los movimientos tectónicos a través de millones de años.
La llanura es recorrida por numerosos ríos (el Bravo, el Soto la Marina, el Tamesí, el Pánuco, el Grijalva y el Usumacinta), mismos que depositan una gran cantidad de sedimentos que forman barras, como las de Nautla y Tecolutla, y lagunas costeras como la Laguna Madre en Tamaulipas o la de Tamiahua en Veracruz. Entre las actividades económicas que se realizan en la llanura costera del Golfo destacan la agricultura, la ganadería y, sobre todo, la explotación y la refinación petroleras, mismas que son su principal fuente de riqueza.
El área pertenece a la Zona Oriental de la Subprovincia de la Cuenca del Bravo de la Provincia Llanura Costera Del Golfo de México.